# Lifestylez ov da Poor & Dangerous
Lifestylez Ov Da Poor & Dangerous – debiutancki album amerykańskiego rapera o pseudonimie Big L. Został wydany 28 marca 1995 w wytwórni Columbia Records. Tytuł albumu jest nawiązaniem do programu telewizyjnego pt. Lifestyles of the Rich and Famous.

## Lista utworów[6]
| #  | Tytuł                               | Gościnnie                                                                      | Producent    | Czas |
| -- | ----------------------------------- | ------------------------------------------------------------------------------ | ------------ | ---- |
| 1  | „Put It On”                         | Kid Capri                                                                      | Buckwild     | 3:38 |
| 2  | „M.V.P.”                            |                                                                                | Lord Finesse | 3:39 |
| 3  | „No Endz, No Skinz”                 |                                                                                | Showbiz      | 3:29 |
| 4  | „8 Iz Enuff”                        | Terra, Herb McGruff, Buddah Bless, Big Twan, Killa Cam, Trooper J, Mike Boogie | Buckwild     | 4:58 |
| 5  | „All Black”                         |                                                                                | Lord Finesse | 4:21 |
| 6  | „Danger Zone”                       |                                                                                | Buckwild     | 3:37 |
| 7  | „Street Struck”                     |                                                                                | Lord Finesse | 4:09 |
| 8  | „Da Graveyard”                      | Grand Daddy I.U., Lord Finesse, Microphone Nut, Party Arty, Jay-Z              | Buckwild     | 5:23 |
| 9  | „Lifestylez Ov Da Poor & Dangerous” |                                                                                | Lord Finesse | 3:21 |
| 10 | „I Don't Understand It”             |                                                                                | Showbiz      | 4:20 |
| 11 | „Fed Up Wit Tha Bullshit”           |                                                                                | Lord Finesse | 3:52 |
| 12 | „Let 'Em Have It „L””               |                                                                                | Craig Boogie | 3:57 |